# Basilios
Basilios (Baselyos) (ur. 23 kwietnia 1891 jako Gebre Giyorgis Wolde Tsadik, zm. 13 października 1970) został w 1951 biskupem (abuną), a w 1959 - patriarchą Kościoła Etiopskiego, którym był do śmierci. Objął urząd jako pierwszy rodowity Etiopczyk w historii.